# دی‌فنادیون
دی‌فنادیون (به انگلیسی: Diphenadione) یک ترکیب شیمیایی با شناسه پاب‌کم ۶۷۱۹ است. 